# Puerto Suárez
Pour les articles homonymes, voir Suárez.
Puerto Suárez est la capitale de la province de Germán Busch, dans le département de Santa Cruz en Bolivie. La ville est située à l'extrême est du pays dans la région du Pantanal bolivien, tout près de la frontière brésilienne. La ville est baignée par les eaux de la lagune Cáceres, qui communique avec le río Paraguay par le canal Tamengo. Sa population est de 19 829 habitants en 2012. 

## Histoire
La ville est fondée le 10 novembre 1875 par l'explorateur Miguel Suárez Arana (es) et est formellement constituée par la loi, le 30 novembre 1984. Le nom de la ville tire son origine du port fluvial situé à cet endroit qui reprenait le patronyme de son fondateur. 

## Transports
Puerto Suárez dispose d'une desserte via des moyens de transport diversifiés. Il est possible peut y accéder par voie terrestre, voie aérienne, voie fluviale ou voie ferroviaire.
D'abord, l'aéroport de Puerto Suárez se trouve à quelques kilomètres du centre de la ville et dispose de liaisons vers plusieurs grandes villes boliviennes. 
Il s'y trouve également l'un des principaux ports fluviaux de Bolivie. Dans les environs se trouvent les localités de Arroyo Concepción, Puerto Quijarro, Puerto Aguirre et la ville brésilienne de Corumbá à laquelle elle est reliée par chemin de fer.
Elle est également en liaison directe avec la capitale du département, Santa Cruz de la Sierra, par la voie ferrée qui relie le Brésil et la Bolivie ou encore par la route nationale 4 sur une distance de 620 kilomètres.

## Économie
À peu de distance de la ville se trouve la réserve de fer d'El Mutún, l'une des plus importantes de la planète, actuellement non encore exploitée.

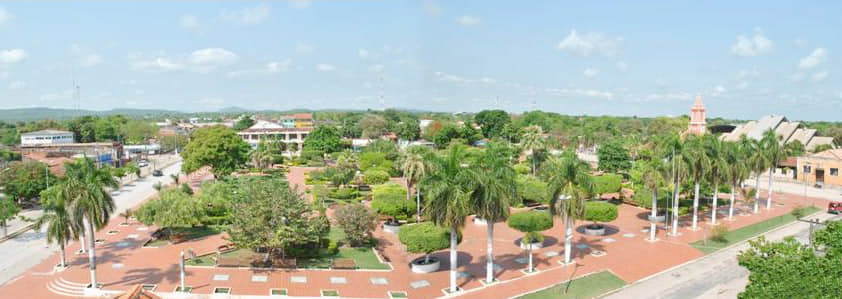
Plaza de Armas 10 de Noviembre au centre de la ville.

Pour l'instant, l'activité économique de la ville demeure dominée par l'élevage, l'agriculture, le tourisme et les services d'administration publique, telles que ceux de l'administration douanière bolivienne. 
Le maïs, le haricot, le manioc, les agrumes et le soya sont les principaux végétaux cultivés alors que l'élevage repose davantage sur les bovins et la volaille. 
La ville dispose également de restaurants, hôtels et infrastructures touristiques en raison de sa localisation près de la frontière et près de la zone touristique du Pantanal.